# 42-я улица (Манхэттен)
42-я улица (англ. 42nd Street) — одна из самых оживлённых деловых улиц центрального Манхэттена в Нью-Йорке. Протяжённость улицы около 3,5 км. Она пересекает весь остров от реки Ист-Ривер до реки Гудзон. Центр Театрального квартала Нью-Йорка.
В архитектурном плане весьма эклектична, так как застраивалась в разные периоды. Расположенная на пересечении с Бродвеем площадь Таймс-сквер делит улицу на две разноликих части.
К востоку от Таймс-сквер уходит торгово-деловая часть, здесь находится множество недорогих магазинов, рассчитанных, в основном, на туристов, кафе и рестораны быстрого обслуживания, а также многочисленные культурные и деловые учреждения: Нью-Йоркская публичная библиотека, центральный железнодорожный вокзал Гранд-Сентрал, роскошная гостиница «Гранд-Хайатт», небоскрёб Крайслер, Фонд Форда и, наконец, на Первой авеню, на площади ООН, комплекс зданий Организации Объединённых Наций.
К западу от Таймс-сквер начинается знаменитый увеселительный район города с десятками секс-шопов, порнокинотеатров и стриптиз-клубов. В последние несколько лет в Нью-Йорке идёт мощная кампания по возврату улице респектабельного облика и изгнанию порноиндустрии из квартала, что активно поддерживается жителями близлежащих кварталов.